# Bondskogstjärnen
Bondskogstjärnen är en sjö i Ljusdals kommun i Hälsingland och ingår i Ljusnans huvudavrinningsområde. Sjön är 4,3 meter djup, har en yta på 0,102 kvadratkilometer och är belägen 363,1 meter över havet.

## Delavrinningsområde
Bondskogstjärnen ingår i det delavrinningsområde (684700-148710) som SMHI kallar för Utloppet av Stugutjärn. Medelhöjden är 379 meter över havet och ytan är 6,64 kvadratkilometer. Det finns inga avrinningsområden uppströms utan avrinningsområdet är högsta punkten. Vattendraget som avvattnar avrinningsområdet har biflödesordning 4, vilket innebär att vattnet flödar genom totalt 4 vattendrag innan det når havet efter 156 kilometer. Avrinningsområdet består mestadels av skog (61 procent) och sankmarker (32 procent). Avrinningsområdet har 0,19 kvadratkilometer vattenytor vilket ger det en sjöprocent på 2,9 procent.